# Bahadur Shah I
Bahadur Shah I (Tiếng Ba Tư: بہادر شاه اول -'Bahādur Shāh Awwal'); (14 tháng 8 năm 1643 - 27 tháng 2 năm 1712), còn được gọi với tên khác là Muhammad Mu'azzam (Tiếng Ba Tư: محمد معظم) hoặc Shah Alam (Tiếng Ba Tư: شاه عالم), là quốc vương thứ bảy của Đế quốc Mogul xứ Ấn Độ, ông cai trị từ năm 1709 cho đến khi qua đời vào năm 1712.
Trong triều đại của mình: Bahadur Shah đã một phần thành công trong việc phục hồi lại một vương quốc đang bắt đầu suy tàn từ thời vua cha, tuy nhiên nhà vua lại qua đời vào năm 1712 khiến cho quốc gia một lần nữa bị suy sụp và xảy ra nội chiến.

## Cai trị

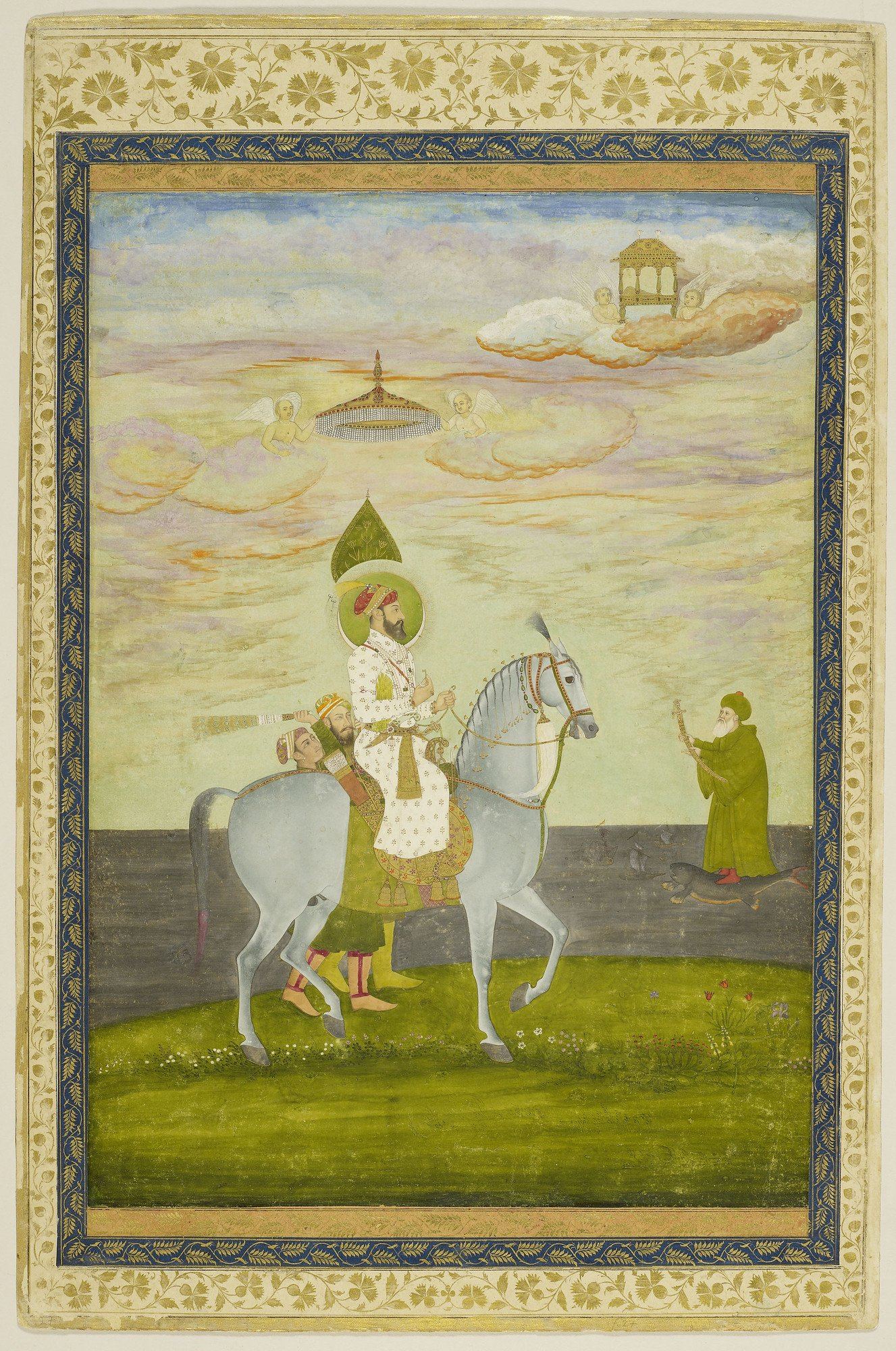
Bahadur Shah trước khi đăng cơ.

### Lên ngôi
Sau khi Aurangzeb băng hà, ba người con của ông đã chiến đấu với nhau để giành lấy ngai vàng. Cuối cùng, sau hàng loạt các biến loạn, hoàng tử Bahadur Shah, lúc này đã 65 tuổi, đánh dẹp được hết các phe phái và lên ngôi.

### Tóm tắt cai trị
Bahadur Shah tuân theo một chính sách thỏa hiệp và hòa giải, và ông cũng đảo ngược một số chính sách và biện pháp hẹp hòi mà tiên đế Aurangzeb đã áp dụng. Ông chấp nhận một thái độ khoan dung hơn đối với các thủ lĩnh Ấn Độ khác, trong đó có việc thả một đứa trẻ và đặt tên cho đứa bé đó là: Shahu (sau này trở thành vua của xứ Maratha).
Không có ngôi đền nào bị phá hủy trong triều đại của Bahadur Shah. Ban đầu, ông đã nỗ lực để giành lại quyền kiểm soát đối với các quốc gia trong khu vực thông qua hòa bình. Tuy nhiên, sự bất đồng và căng thẳng gia tăng giữa các vương quốc trong khu vực (bao gồm Rajput và Marathas), dẫn đến việc các vương quốc đã đánh chém lẫn nhau cũng như chống lại Hoàng đế Mughal.
Bahadur Shah cũng đã cố gắng hòa giải với những người Sikh nổi loạn bằng cách làm hòa với Đạo sư Gobind Singh, ban cho ông ta một mansab (cấp bậc) cao. Nhưng sau cái chết của Đạo sư, người Sikh một lần nữa nổi dậy ở Punjab, chống lại Bahadur. Trước tình hình ấy, Hoàng đế quyết định thực hiện các biện pháp mạnh mẽ và tự mình lãnh đạo một chiến dịch chống lại phiến quân, sớm kiểm soát thực tế toàn bộ lãnh thổ giữa Kinh Lăng và Yamuna, và đến khu vực lân cận Delhi.
Trong triều đại của ông, ngân khố của đế quốc gần như cạn kiệt.